# Greatly Blessed
Es el último álbum del quinteto Gaither Vocal Band. En el cual se expresa las voces de David Phelps, Wes Hampton, Mishael English, Mark Lowry y Bill Gaither.

## Canciones del Álbum
1. Better Day 03:52
2. When He Blest My Soul 03:08
3. Love Like I’m Leavin’ 03:33
4. You Are My All in All 05:08
5. Please Forgive Me 03:53
6. Greatly Blessed, Highly Favored 02:57
7. He’s Alive 05:02
8. Ain’t Nobody 03:32
9. Clean 04:25
10. Muddy Water 03:15
11. That Sounds Like Home to Me 04:08
12. I Know How to Say Thank You 04:31
13. He is Here 06:36

## Nuevas canciones para el Quinteto
Los 2 primeros álbumes de Gaither Vocal Band; Reunited y Better Day, contenían música de álbumes anteriores de este grupo, este contiene 10 nuevas y 3 de las cuales nunca cantó el cuarteto, sino el quinteto.